# Standardní slučovací Gibbsova energie
Standardní slučovací Gibbsova energie je změna Gibbsovy energie, která doprovází vytvoření 1 molu dané látky v jejím standardním stavu z chemických prvků v jejich standardních stavech (obvykle při atmosférickém tlaku a teplotě 25 °C). Značkou standardní slučovací Gibbsovy energie je :{\displaystyle \Delta _{f}G^{\circ }} nebo {\displaystyle \Delta _{r}G^{\circ }}, kde f, r znamená formation, reaction.
Všechny chemické prvky ve standardních stavech mají standardní slučovací Gibbsovu energii rovnou nule, neboť nedochází spontánně k žádné změně standardního stavu.
ΔfG = ΔfG˚ + RT ln Qf; Qr je reakční kvocient definovaný jako
{\displaystyle Q_{r}={\frac {\left\{S_{t}\right\}^{\sigma }\left\{T_{t}\right\}^{\tau }}{\left\{A_{t}\right\}^{\alpha }\left\{B_{t}\right\}^{\beta }}}}
pro reakci typu :αA + βB ⇌ σS + τT, kde {Xt} znamená aktivitu.
V rovnováze ΔfG = 0 a současně Qr = K takže rovnice přejde do ΔfG˚ = −RT ln K; kde K je rovnovážná konstanta.
| Látka | fáze | ΔfG°(kJ/mol) | ΔfG°(kcal/mol) |
| ----- | ---- | ------------ | -------------- |
| CO2   | g    | −394.4       | −94.26         |
| CO    | g    | −137.2       | −32.79         |
| CH4   | g    | −50.5        | −12.1          |
| C2H6  | g    | −32.0        | −7.65          |